# Wellenbartvogel
Der Wellenbartvogel (Lybius undatus) ist eine Art aus der Familie der Afrikanischen Bartvögel. Er kommt in Afrika nördlich des Äquators vor. Es werden mehrere Unterarten unterschieden. Die IUCN stuft den Wellenbartvogel als nicht gefährdet (least concern) ein.

## Erscheinungsbild
Die Männchen der Nominatform erreichen eine Flügellänge von 7,4 bis 8,2 cm. Die Schwanzlänge beträgt 4,2 bis 4,9 cm. Der Schnabel erreicht eine Länge zwischen 1,7 und 2,1 cm. Weibchen haben ähnliche Körpermaße. Es besteht kein auffälliger Sexualdimorphismus.
Männchen und Weibchen haben auf der Stirn einen roten Fleck. Der übrige Kopf ist bis zum vorderen Rücken schwarz. Ein schmaler weißer Streif verläuft hinter dem Auge. Dieser Streif ist jedoch nicht bei allen Individuen der Nominatform sowie bei mehreren Unterarten deutlich zu erkennen. Der Rücken ist von der Mitte bis zu den Oberschwanzdecken schwarzbraun und weist eine feine weiße Querwellung auf. Am Bürzel weisen die Federn gelbliche Spitzen auf, so dass das Gefieder hier schwarzbraun und gelb quergewellt wirkt. Die Steuerfedern sind auf der Oberseite schwarzbraun mit gelben bis weißen Federsäumen, auf der Unterseite wirken die Federn etwas grauer. 
Die Körperunterseite ist von der unteren Brust bis zu den Unterschwanzdecken braun-weiß quergewellt. Auf dem Bauch ist diese Querzeichnung gelegentlich unterbrochen und das Weiß ist gelb überwaschen. Der Schnabel ist matt schwarz und hellt zur Spitze zu einem Grau oder einem hornfarbenen Ton auf. Die unbefiederte Haut rund um die Augen ist braun, die Augen sind gelb bis cremeweiß. Die Beine sind blauviolett oder blaugrau, die Zehen schwarz. Jungvögel haben ein matteres Gefieder, das auf der Körperoberseite insgesamt grauer wirkt.
Verwechslungsmöglichkeiten bestehen vor allem mit dem Diadem-Haarbärtling, der zur Gattung der Haarbärtlingen gehört. Die Verbreitungsgebiete von Wellenbartvogel und dieser Art überlappen sich teilweise. Der Diadem-Haarbärtling hat gleichfalls rot gefiederte Kopfpartien und gleicht in der Körpergröße dem Wellenbartvogel. Er ist auf der Körperunterseite allerdings blasser und weist Flecken anstelle einer Querzeichnung auf.

## Verbreitungsgebiet
Das Verbreitungsgebiet des Wellenbartvogels erstreckt sich von der Mitte Äthiopiens und Eritrea bis an die Grenze zu Kenia. Er kommt zwischen 400 und 2.000 Höhenmetern vor. Sein Lebensraum sind Wälder, Buschland und Gebüsch, das an Flussläufe angrenzt.

## Lebensweise
Der Wellenbartvogel gehört zu den bislang nur wenig erforschten Bartvögeln. Er wird ausschließlich einzeln oder in Paaren beobachtet. Während der Nahrungssuche hängt er gelegentlich meisenähnlich kopfüber an Ästen. Das Nahrungsspektrum besteht aus verschiedenen Früchten und Beeren. Daneben frisst er auch Insekten, die er gelegentlich im Flug fängt. Der Purpurmasken-Bartvogel ist eine potentielle Konkurrenzart um Nistplätze und um Nahrung. Dieser besiedelt jedoch etwas feuchtere Waldgebiete. Über die Fortpflanzungsbiologie ist nichts bekannt.

## Belege